# Escotismo Modalidade do Mar
O Escotismo Modalidade do Mar, é uma das vertentes do Escotismo, tem como principal diferença das outras modalidades é que realizam suas atividades preferencialmente na água, onde quer que exista água em quantidade e profundidade suficientes para que uma embarcação possa navegar, seja ela de que tipo for. Sendo assim podem existir Escoteiros do Mar, seja esta água de mar, de rio, lago, lagoa ou pantanal. Procurando desenvolver nos jovens o gosto pela vida no mar, pelas artes e técnicas marinheiras, pela navegação à vela e a motor, pelas viagens e transportes marítimos, pela pesca, pelo estudo da oceanografia, pela exploração e pelos esportes náuticos, incentivando o culto das tradições da marinha. A gama de atividades que podem ser realizadas é enorme, indo da tradicional navegação a remo até mergulho ou windsurf.
"Se eu tivesse sido Escoteiro quando jovem, provavelmente teria sido Escoteiro do Mar"— Robert Baden-Powell

## História
Em agosto de 1909, Baden-Powell organizou às margens do Rio Beaulieu um acampamento para Escoteiros do Mar, com cerca de 100 jovens, a maioria da Tropa Mercúrio. Em 1910, baseado nas experiencias do acampamento do Rio Beaulieu, Robert B-P lança seu livro "Escotismo do Mar para Rapazes". Em 1912 seu irmão mais velho, Warintgon B-P apresenta o manual completo para os jovens "Escotismo do Mar e Marinharia para Rapazes".

### Modalidade do Mar no Brasil
Em 17 de abril de 1910 o Encouraçado Minas Gerais chegou ao Brasil trazido pela Marinha de Guerra, juntamente com a nova Frota construída na Inglaterra. Os primeiros manuais, uniformes e escoteiros brasileiros, filhos de alguns de sub-oficiais e oficiais que estavam a serviço na Inglaterra, os quais fizeram parte do início do Movimento Escoteiro naquele país, também chegaram com a Frota. O Oficial Amélio de Azevedo Marques teve seu filho, Aurélio Azevedo Marques, o primeiro Boy Scout brasileiro, que fez promessa na Inglaterra, e junto com os demais marinheiros é considerado o introdutor do Escotismo no Brasil. Alguns dos marinheiros que vieram na Frota Naval, logo que chegaram ao Rio de Janeiro fundaram em 14 de junho o Centro de Boys Scouts do Brazil, no bairro do Catumbi, próximo do sambódromo, na Rua do Chichorro número 13. (existe na fachada da casa uma placa alusiva à fundação deste grupo, hoje extinto, colocada pelo CCME).
A Missão José Bonifácio, em 1919, foi realizada pela costa brasileira sob o comando de Frederico Villar, com a missão de organizar as colônias de pesca. Em Belém, no Pará, foram convidados pelo então tenente Benjamin Sodré, que servia naquele local, a assistir a cerimônia de Promessa dos primeiros escoteiros daquele estado, chefiados por ele. Os oficiais da Missão José Bonifácio ficaram tão empolgados com o que viram que resolveram levar aqueles escoteiros para visitar o navio Cruzador da Missão. Foram colocadas na água para uso destes escoteiros as pequenas e médias embarcações daquele navio. Como aqueles meninos e rapazes eram moradores de regiões ribeirinhas e praianas, tiveram a facilidade para usar aquelas embarcações e se divertir, e foi dessa visão que o Tenente Benjamin Sodré, os Comandantes Frederico Villar e Gumercindo Loretti e demais tiveram a ideia de constituir no Brasil um escotismo próprio para o Mar. Na viagem de retorno da Missão, voltaram estimulando a abertura de Grupos Escoteiros do Mar.
A tropa Tiradentes da 4º Escola Masculina do 3º Distrito Escolar, fundada pelo Comandante Amphiloquio Reis e chefiada pelo Ch. Gelmirez de Mello desde 1915, um sargento aviador da marinha, foi convertida em 1º de agosto de 1921 para Grupo de Escoteiros do Mar, recebendo o número 10. Finalmente em 7 de Setembro de 1921 foi fundada a Confederação Brasileira de Escoteiros do Mar sendo oficialmente os primeiros Grupos Escoteiros do Mar organizados o Santos, o Jequiá , o 10º Grupo e o Cabo Frio.
Esta fundação aconteceu em um acampamento realizado no Saco de São Francisco, enseada de Jurujuba, um dos recantos da Baía de Guanabara, no litoral fluminense, onde existe uma pedra com uma placa que lembra esta data. Destacam-se como pioneiros desta jornada o então Tenente Benjamin Sodré (o Velho Lobo), o Tenente-Aviador Gelmirez de Mello (o Polvo Marinho), Comandante Frederico Villar, Comandante Gumercindo Loretti, Professor Gabriel Skinner e o Almirante Raja Gabaglia.
Logo, àqueles primeiros grupos vieram se juntar a Confederação do Mar, os grupos Jurujuba, Copacabana, São João da Barra, Caju, Saquarema, Pará, Maranhão, Paquetá, Euclides da Cunha, Marcílio Dias e outros mais, sendo que os últimos já não tinham as características determinantes de Grupos de Colônias de Pescadores que marcaram a maioria dos Grupos organizados inicialmente.
Em 1924, a Confederação Brasileira de Escoteiros do Mar, que se preocupava em unir as diferentes formas de praticar o Escotismo no Brasil, juntamente com os Escoteiros Católicos e Fluminenses fundaram a União dos Escoteiros do Brasil no Clube Naval, sua primeira sede. Com essa primeira unificação as Confederações passaram a se chamar Federações.
Para suprir o problema da falta de embarcações, valiam-se os Grupos de embarcações alugadas, particulares emprestadas e doadas pela Marinha. Não tardou muito para a simpatia do povo ir ao encontro dos rapazes e o primeiro navio apareceu — Escoteiro do Mar, escaler a quatro remos e velas, oferecido pela população da Ilha de Paquetá. Um outro navio foi comprado para o 10º Grupo, seria o Loretti vinculado aos Escoteiros do Mar da Guanabara e ainda existente hoje. Pouco tempo decorria da sua organização, teve a Federação do Mar a atenção e o auxílio oficial da Marinha de Guerra, trazendo vantagens e facilidades para o Escotismo do Mar de todos os tipos.
Assim, o Aviso número 3.811 de 28 de março de 1923 do Ministro da Marinha, criou o primeiro Regulamento dos Escoteiros do Mar, que deveria ser seguido por todos. Recursos materiais e apoio moral foram fatores de acentuado e seguro desenvolvimento propiciado ao Movimento que se iniciava. A Marinha de Guerra trouxe o Escotismo ao Brasil em 1910 e na década de 1920 garantia o desenvolvimento do Escotismo do Mar. Embarcações, instalações, pessoal para instrução foram cedidos ou facilitados aos Escoteiros do Mar, não só na então Capital Federal, como nos estados. Após o Loretti veio o Parnaíba, o Celine, a Pérola e assim foi crescendo a flotilha que, em 1933 já formavam cerca de duas dezenas de Navios distribuídos pelos diversos estados da União dos Escoteiros do Brasil, constituindo o seu Departamento de Mar.
Foi realizado na Fortaleza de São João, no bairro da Urca, Rio de Janeiro, o primeiro Ajuri dos Escoteiros do Mar.
Em 1929, uma patrulha de Escoteiros do Mar é enviada à Inglaterra a fim de tomar parte no Jamboree da Maioridade. É esta a primeira participação dos Escoteiros do Mar do Brasil em atividades internacionais. Em 1934, possuía uma sede instalada em um dos pavilhões da Lavanderia do Loide Brasileiro, junto às docas do Mercado Velho, onde se ergue hoje o Edifício da Caça e Pesca, na praça XV de Novembro, no Rio de Janeiro.
Em 1935, concretizando uma ideia de Bonifácio Borba é formado o primeiro Círculo de Pioneiros (CIPI), primeira contribuição para o desenvolvimento do pioneirismo no Brasil, tendo em vista que os Pioneiros, ou "Rovers", quase não existiam no Brasil, e quando existiam, era de forma desordenada, aleatória e isolada. Bonifácio, que era Comissário Internacional da União Escoteira Brasileira, teve contatos diretos com Baden-Powell e trouxe, dentre vários, materiais específicos para o Ramo Pioneiro, como o folheto sobre Pioneiros do Dr. Griffin que falava das virtudes e da távola pioneira e da mística pioneira também tratada por Baden-Powell no Escotismo para Rapazes. Logo este folheto foi traduzido pela equipe Almirante Barroso do Clã Tiradentes do 10º Grupo, o primeiro Clã a ser formado no Brasil. Em março de 1935, é impresso o primeiro número da revista "O Escoteiro do Mar", revista essa que impulsionaria o crescimento da Federação do Mar e que trazia grande diversidade de assuntos e matérias destinando-se a transmitir técnica marinheira, ensinamentos doutrinários, as músicas, e todo o tipo de cultura mundial através de textos traduzidos de várias culturas. Neste mesmo ano foram criadas as Comissões Regionais do Mar nos estados, subordinadas ao órgão Nacional da Federação do Mar.
De 1921 a 1936, passados 15 anos, muitas vocações foram descobertas, tendo neste período cerca de 6.500 rapazes entre 11 e 18 anos que futuramente seriam encontrados exercendo cargos e postos na Marinha de Guerra, na Marinha Mercante e em organizações esportivas veleiras do País. Os bens reunidos pelos Escoteiros do Mar, reuniam já uma flotilha nacional formada por cerca de 40 embarcações, material de campo e de adestramento.
Em 1937, a Marinha de Guerra entregou aos Escoteiros do Mar o usufruto da Ilha da Boa Viagem. Nesta ilha que se encontra à entrada da Baía de Guanabara foi construída uma casa o "Castelo da Boa Viagem", que seria um posto de guarda fundamental para a proteção da Baía de Guanabara, existindo a condição de que quando for necessário o uso da ilha pela Marinha, esta passa a guarda da mesma, retornado logo após o uso, aos Escoteiros do Mar. Nesta ilha fica sediado o  4° Grupo Escoteiros do Mar Gaviões do Mar, que guarda suas chaves.
Em 1938, adquiriam os Escoteiros do Mar a sua primeira Base Naval própria localizada no Porto de Maria Angu, em Olaria, subúrbio do Rio de Janeiro onde foi construído estaleiro e oficina de construção e reparo naval, por muitos anos até quando foi construída a Avenida Brasil e esta base perdeu a saída para o mar, sendo sua posse passada para a exploração pela região Escoteira do Rio de Janeiro com o fim de reverter fundos para a manutenção das embarcações dos Grupos do Mar. Em 7 de junho de 1957 foi adquirida a Base Oeste na Ilha do Governador, Rio de Janeiro a qual existe até hoje e é a sede do 71º Grupo Escoteiro do Mar Almirante Waldemar Mota.
Em Setembro de 1941, existiam Grupos do Mar em 16 Unidades da República: Amapá, Pará, Maranhão, Ceará, Rio Grande do Norte, Pernambuco, Alagoas, Bahia, Espírito Santo, Rio de Janeiro, Distrito Federal, São Paulo, Paraná, Santa Catarina, Rio Grande do Sul e Minas Gerais. A Sede Nacional era no quarto pavimento do Edifício da Caça e Pesca, na então Capital Federal, em sede expressamente mandada construir pelo então Ministro da Agricultura Fernando da Costa, em reconhecimento ao papel que o Escotismo representava na formação da nacionalidade e no preparo da juventude para as tarefas do porvir. O efetivo era de 3.000 homens, a frota nacional atingira o total de 73 embarcações; um Campo-Escola funcionando na Ilha da Boa Viagem, na Baía de Guanabara; uma Base Naval instalando-se no Porto de Maria Angu no Rio de Janeiro; 32 fundeadouros localizados em 14 Estados; uma Revista já no seu quinto ano de existência; uma seção de impressos escoteiros com uma coleção de 150 modelos; uma Escola Nacional de Chefes no 14º Curso; 7 Escolas regionais de Chefes em 7 Comissões Regionais. Em 1950, se desfaz a Federação Brasileira de Escoteiros do Mar, sendo anexada como Modalidade na União dos Escoteiros do Brasil, porém sua estrutura continuou funcionando até finais dos anos 60.
Em 1950, se desfaz a Federação Brasileira de Escoteiros do Mar, sendo denominada como Modalidade na UEB, porém sua estrutura continuou funcionando até finais dos anos 60, quando passou a ser uma componente da UEB, a Coordenação Nacional de Escoteiros do Mar.
Na década de 80, volta a ser impresso "O Escoteiro do Mar", publicação Oficial do Escotismo do Mar brasileiro na UEB, dando sequência a revista antiga que parou a circulação em 1943.   Em 1986 62 Grupos Escoteiros do Mar foram registrados junto a UEB, contendo representações em Alagoas (1), Amapá (1), Amazonas (2), Bahia (4), Ceará (2), Distrito Federal - Brasília- (3), Espírito Santo (1), Mato Grosso (1), Pará (6), Paraíba (4), Paraná (2), Pernambuco (3), Piauí (1), Rio Grande do Norte (2), Rio Grande do Sul (6), Santa Catarina (4), São Paulo (4), Sergipe (2) e Rio de Janeiro (14).   A Coordenação Nacional de Escoteiros do Mar contava com 10 membros em sua equipe.
Em 1981 o Comandante de Marinha Lizé Costa, então CONAMAR (Coordenador Nacional dos Escoteiros do Mar), organizou uma nova numeração para o Ajuri dos Escoteiros do Mar, desta vez abrangendo todo o Brasil e não apenas da Guanabara, como havia sido até aquele momento.
O 'I Ajuri Nacional dos Escoteiros do Mar' aconteceu em 1981 no Batalhão de Serviços do Centro de Instrução do Corpo de Fuzileiros Navais, Ilha do Governador, Rio de Janeiro (RJ) com cerca de 300 participantes. O 'II Ajuri Nacional dos Escoteiros do Mar' ocorreu de 23 de janeiro a 1º de fevereiro de 1986 no Colégio Naval de Angra dos Reis (RJ)com cerca de 532 participantes tendo 12 estados representados recebendo O Ministro da Marinha, Almirante Henrique Sabóia em revista dos Escoteiros do Mar. O 'III Ajuri Nacional dos Escoteiros do Mar' aconteceu de 15 a 21 de julho de 1989 no Centro de Instrução e Adestramento do Corpo de Fuzileiros Navais, Ilha do Governador, Rio de Janeiro (RJ) com 300 participantes e 8 estados representados.
Com a finalidade de dotar os Grupos Escoteiros do Mar de todo o Brasil com embarcações adequadas às práticas marinheiras e despertar o gosto pelas coisas do mar, foi entregue em 4 de setembro de 1987 ao Ministro da Marinha o original do Projeto Rumo ao Mar.   Ao longo de 10 anos diversas embarcações já haviam sido entregues a Grupos Escoteiros do Mar em diferentes Regiões Escoteiras do Brasil.
O 'IV Ajuri Nacional dos Escoteiros do Mar' aconteceu em 1991 na Base Naval do Rio de Janeiro, Ilha Mocanguê, Niterói (RJ)
550 participantes instalados a bordo do NDD Ceará e NDD Rio de Janeiro quando comemorou os 70 anos de fundação da Federação Brasileira de Escoteiros do Mar (FBEM). O 'V Ajuri Nacional dos Escoteiros do Mar' ocorreu de 15 a 19 de janeiro de 1994 na Ilha do Pavão, Grêmio Náutico União, Porto Alegre (RS) tendo 400 participantes de 8 estados representados. O 'VI Ajuri Nacional dos Escoteiros do Mar' ocorreu de 3 a 7 de janeiro de 1996 na Escola Naval (RJ) com 390 participantes. O 'VII Ajuri Nacional dos Escoteiros do Mar' aconteceu em Julho de 1998 em Santos (SP)tendo a participação de 200 participantes de 9 estados representados.
O 'VIII Ajuri Nacional dos Escoteiros do Mar' aconteceu de 4 a 8 de janeiro de 2000 na Escola de Aprendizes de Marinheiros de Santa Catarina, Florianópolis (SC) com 250 participantes de 8 estados representados. O 'IX Ajuri Nacional dos Escoteiros do Mar' ocorreu em Janeiro de 2002 na Base Naval de Aratu, Salvador (BA) com 113 participantes de 8 estados representados.
No ano de 2002 através do CONAMAR Carlos Borba a Marinha lança na NORMAN-03 o reconhecimento aos Escoteiros do Mar e sua história na formação marinheira. É reconhecida a prova teórica dos Cursos de Chefes Escoteiros do Mar como válida para a habilitação de Arrais e Veleiro Amador.
Em 2008, o Projeto Rumo ao Mar é transformado em Instituto Rumo ao Mar (RUMAR) com uma bela Assembléia de Fundação realizada no auditório do Museu Naval no centro do Rio de Janeiro. Também em 2008, dois pioneiros do 8ºGEMAR Almirante Adalberto Nunes, do Distrito Federal, foram os primeiros a representar o Brasil na Copa Internacional de Escoteiros do Mar "William I. Koch International Sea Scout Cup", realizada na Academia Naval dos Estados Unidos, Robert Crown Sailing Center (USNA), em Annapolis, estado de Maryland.
No mesmo ano é reeditado o Grande Jogo Naval com a proposta de ser realizado nacionalmente, nas regiões escoteiras sob um mesmo tema.  As regiões do Pará e do Rio de Janeiro foram as primeiras a realizar o novo estilo do Grande Jogo Naval que teve como tema os "200 anos da vinda da família real portuguesa e a corte para o Brasil - "O desembarque da família real".   Em 2009 o tema foi "um cruzeiro em família".
Visando as comemorações do Centenário do Escotismo do Mar nos anos de 2009 e 2010 os Chefes de Mar Andre Torricelli F. da Rosa e Andrea Leon Pinheiro do 123ºGEMAR Almirante Saldanha (RJ) realizaram a tradução para a língua portuguesa do livro "Escotismo do Mar para Rapazes" escrito por Robert B-P em 1910 e também de diversos artigos comemorativos da Inglaterra.   Em abril de 2009 na reunião de Chefes do Mar na Assembleia Nacional da UEB em Bento Gonçalves (RS) houve o lançamento do WebSite www.escoteirodomar.org veículo oficial de informação para os Escoteiros do Mar do Brasil.
Em agosto de 2009 de acordo com o "Documento Base para as Comemorações do Centenário" as regiões do Rio de Janeiro, Rio Grande do Sul, Santa Catarina, Bahia, São Paulo, Rio Grande do Norte, Paraíba e Pará realizaram grandiosas solenidades em comemoração pela abertura do ano do Centenário Mundial do Escotismo do Mar, que tiveram o relatório traduzido para italiano, espanhol e francês, sendo divulgadas para todo o mundo. Em 17 de abril de 2010, diversos Escoteiros do Mar homenageiam a Marinha do Brasil por ter trazido o movimento escoteiro, com o Lançamento de Flores ao Mar.
O 'X Ajuri Nacional dos Escoteiros do Mar' aconteceu de 27 de julho a 1º de agosto de 2010 comemorando o Centenário Mundial de fundação do Escotismo do Mar (1909), sua consolidação além do Centenário da chegada do Encouraçado Minas Gerais, em 1910, trazendo o escotismo para o Brasil. No X Ajuri, os cerca de 210 Escoteiros do Mar do Rio Grande do Sul, Santa Catarina, Paraná, São Paulo, Rio de Janeiro, Bahia, Rio Grande do Norte, Pará e Amazonas estiveram alojados a bordo do NDCC Garcia D'ávila na Ilha Mocanguê, Esquadra Naval. A atividade teve pontos marcantes com o Grande Jogo de Técnicas Marinheiras realizada na Ilha da Boa Viagem em Niterói, a visita ao Museu dos Fuzileiros Navais e o Espaço Cultural da Marinha além do dia de competições na Escola Naval. Saindo do meio do X Ajuri os pioneiros Robson dos Santos e Jackeline Miranda do 10ºGrupo de Escoteiros do Mar (RJ) representaram o Brasil na Copa Internacional de Escoteiros do Mar "William I. Koch International Sea Scout Cup", realizada na Academia Naval dos Estados Unidos, Robert Crown Sailing Center (USNA), em Annapolis, estado de Maryland.

## Leituras adicionais
- Livro: Rudyard Kipling (1904). Livro da Jângal, O. Nova Iorque: Martin Claret:A base do Ramo Lobinho
- Livro: Afonso Rodrigues De Aquino (2005). O Escotista e O Clã Pioneiro. [S.l.]: Landmark
- Livro: Monges Da Abadia De Solesmes (1999). Movimento Escoteiro, Desporto e Natureza: de Pio XII a João Paulo I. [S.l.]: Edusc:Mostra a visão da igreja em relação ao escotismo